# バトルピンボール
バトルピンボール (battle pinball)
- 1994年に日本データワークスより発売された3DO用ピンボールゲーム。
- 1995年にバンプレストより発売されたスーパーファミコン用ピンボールゲーム。本項で詳述。
- 2010年にソニー・コンピュータエンタテインメントより発売されたPlayStation Portable用ピンボールゲーム。

バンプレストのもの以外は、対戦要素のあるピンボールゲームである。
『バトルピンボール』は、1995年2月24日にバンプレストより発売されたスーパーファミコン用ゲームソフト。

## 概要
SDにディフォルメされたロボットアニメや特撮作品のキャラクターが戦うクロスオーバー作品「コンパチヒーローシリーズ」の1つ。ガンダム、ウルトラマン、仮面ライダー1号、ロアの4人のヒーローが、スーパーピンボ率いる悪の軍団とピンボールで戦う。スピナーやランプレーンといったピンボールのギミックをキャラクターで再現している。

## システム
本作はまず4人のヒーローに対応したヒーローステージの選択から始まる。ヒーローステージは縦4階層で構成され、各階層下部にあるフリッパーを操作する。最下層（ここでボールを落とすとミス）からスタートし、最上層のボスを倒せばクリアとなる。4つのヒーローステージをすべてクリアすれば最終ステージに挑戦できる。
最終ステージは、1つのエリアでボスのスーパーピンボと戦う対戦型のピンボールになっている。エリアの中央で上はボス側、下はヒーロー側と区切られており、ボス側では上に向かってボールが落ちていく。相手のフリップーの下にボールに落とすと1勝になり先に4勝したほうが勝ちとなる。

## ステージ
ガンダムステージ
コロニーやモビルスーツなどが配置された宇宙のステージ。
ボス：サイコガンダムMk-II
ウルトラステージ
都市や公園、港などのステージ。
ボス：キングジョー
ライダーステージ
トロッコなどがある採掘場のステージ。
ボス：十面鬼
ロアステージ
メカ魚が泳ぎ竜宮城がある海底のステージ。
ボス：メカチョウチンアンコウ
最終ステージ
最終ボスのいる基地のステージ。
ボス：スーパーピンボ